# Gâmeta
Gâmeta (português europeu) ou gameta (português brasileiro) ou células sexuais são as células dos seres vivos que, na reprodução sexuada, fundem-se no momento da fecundação ou fertilização (também chamada concepção, principalmente nos seres humanos) para formar um ovo ou zigoto, que dará origem ao embrião, cujo desenvolvimento produzirá um novo ser da mesma espécie.
Gâmetas são células haploides, ou seja, têm apenas um conjunto de cromossomos, uma vez que são produzidos por meiose, enquanto o ovo é diploide. Os órgãos onde são produzidos os gâmetas chamam-se gónadas. O processo de produção de gâmetas chama-se gametogénese.
Os gâmetas têm tipos morfologicamente distintos e o órgão ou o indivíduo que produz o gâmeta de maiores dimensões - o ovócito secundário - tem a denominação de fêmea ou feminino, enquanto o que produz o gâmeta menor, normalmente móvel, é chamado macho ou masculino.
Nos animais, o gâmeta masculino é chamado de espermatozoide. Nas plantas denomina-se anterozoide.
Nas espermatófitas, o gâmeta masculino reside no grão de pólen.
Nas pteridófitas e briófitas, os gâmetas femininos são denominados oosferas e são produzidas em gametângios ou arquegónios, enquanto os masculinos são produzidos em anterídios.
O espermatozoide é a célula reprodutora masculina. É uma célula leve e a única móvel que pode movimentar-se a uma velocidade que chega aos 4mm/min. O seu corpo diferencia-se em cabeça, peça intermediária e flagelo. Na cabeça encontra-se o núcleo que contém metade dos cromossomos. É ainda na cabeça que se encontram vesículas com enzimas, acrossoma, que facilitam a penetração do espermatozoide no óvulo. Na membrana plasmática dos espermatozoides estão presentes proteínas que, ao entrar em contacto com as proteínas presentes na membrana do gâmeta feminino, fundem-se alterando a permeabilidade da membrana do óvulo. É a peça intermediária a responsável pelo movimento do flagelo, que impulsiona o espermatozoide pelo aparelho reprodutor feminino, uma vez que contém mitocôndrias, produtoras de adenosina trifosfato. Os espermatozoides movimentam-se num fluido produzido nas glândulas seminais e na próstata que é libertado no momento da ejaculação.

## Tamanho do gâmeta
O tamanho da célula reprodutora varia muito dependendo das características genéticas do indivíduo. No homem, o máximo é de 64 milésimos de milímetro para o espermatozoide, enquanto para o ovócito o mínimo é de 92 e o máximo é de 124 milésimos de milímetro.